# Igor Konstantinowitsch Dekonski
Igor Konstantinowitsch Dekonski (russisch Игорь Константинович Деконский; * 22. August 1938 in Moskau; † 14. Februar 2002 ebenda) war ein sowjetischer Eishockeyspieler.

## Karriere
Igor Dekonski war Stürmer und spielte von 1956 bis 1964 bei ZSK MO Moskau (ab 1964 ZSKA Moskau). In den Jahren 1958 bis 1961, 1963 und 1964 wurde er mit dem zentralen Armeesportklub Meister der UdSSR. Zudem gewann er mit dem ZSK den sowjetischen Eishockeypokal 1961. 1964 wurde er vom ZSKA zum SKA MWO Kalinin delegiert, dem Eishockeyklub des Moskauer Militärbezirks (MWO), und spielte dort bis zu seinem Karriereende 1970. Insgesamt absolvierte er 180 Spiele in der sowjetischen Meisterschaft, in denen er 90 Tore erzielte.
Nach Ende seiner Spielerkarriere arbeitete er als Dozent an einer Militärakademie.
Dekonski verstarb am 14. Februar 2002 und wurde auf dem Wagankowoer Friedhof in Moskau beigesetzt.

## International
Am 1. Januar 1959 stand er in einem Spiel gegen die USA zum ersten Mal für die Sbornaja auf dem Eis. Mit der sowjetischen Eishockeynationalmannschaft wurde er Europameister und Silbermedaillengewinner bei der Eishockey-Weltmeisterschaft 1959. Dort schoss er in sieben Spielen fünf Tore. Insgesamt absolvierte er für sein Land 17 Spiele, in denen er 12 Tore schoss.